# 256 Кіберштурмова дивізія
256 Кіберштурмова дивізія (англ. 256 Cyber Assault Division) — команда українських хактивістів, що бере участь у кібервійні на боці України. Проводить злами електронних поштових скриньок та веб-ресурсів, пов'язаних з військовими, пропагандистськими та адміністративними структурами РФ. До березня 2025 року носила назву "Кіберспротив".
З початку 2023 року публікує в соцмережі Телеграм велику кількість матеріалів, отриманих шляхом зламів, а також аналітичних заміток, що ґрунтуються на отриманій з цих матеріалів інформації. Окрім того, матеріали групи стали підґрунтям для розслідувань спільноти ІнформНапалм, та журналістів в кількох країнах за межами України. В своїй діяльності 256 Кіберштурмова співпрацює з Центром національного спротиву, волонтерським об'єднанням Центр «Миротворець», та іншими.

## Приклади операцій
Завдяки зламу пошти одного з керівників військкоматів м. Тула відбулося викриття мережі з вербування громадян Куби для участі в бойових діях в Україні на боці Росії; іншим прикладом роботи спільноти стало викриття шляхів постачання в Росію підсанкційних компонентів зброї канадськими компаніями.
В січні 2025 року група передав сайту ІнформHапалм дамп листування чеченських посадовців щодо наміру адміністрації Кадирова нагородити Мільчакова медаллю «За заслуги перед Чеченской Республикой».